# Romeno (Trento)
Romeno  és un municipi italià, dins de la província de Trento. L'any 2007 tenia 1.342 habitants. Limita amb els municipis d'Amblar, Cavareno, Coredo, Dambel, Don, Sanzeno i Sarnonico.

## Administració
| Període | Identitat      | Partit        |
| ------- | -------------- | ------------- |
| 2005-   | Stefano Graiff | Llista cívica |